# Championnat du Portugal de futsal 2013-2014
 (mai 2014).
Si vous disposez d'ouvrages ou d'articles de référence ou si vous connaissez des sites web de qualité traitant du thème abordé ici, merci de compléter l'article en donnant les références utiles à sa vérifiabilité et en les liant à la section « Notes et références ».
La saison 2013-2014 du Championnat du Portugal de futsal est la 24e édition du championnat national portugais de futsal qui a vu le Sporting Clube de Portugal remporter l'épreuve pour la 12e fois de son histoire.
Contrairement au Championnat du Portugal de Football, après la phase régulière, le championnat se décide par un système de "Play-Off" (et de "Play-Out") notamment similaire à ce qu'on peut voir en NBA. Les 8 premiers du championnat s'affrontent en quarts de finale. Être bien classé à la fin de la phase régulière permet d'affronter des équipes moins bien classées et de bénéficié de l'avantage du terrain en cas de match décisif. En 1/4 et en 1/2, le vainqueur est le premier qui remporte deux matchs, mais en finale, il faut remporter trois matchs pour être sacré champion national.

## Les équipes participantes
- Académica Coimbra
- AD Fundão
- Belenenses
- Boavista
- Cascais
- Leões Porto Salvo
- Módicus
- Póvoa Futsal
- Rio Ave
- SL Benfica
- SL Olivais
- SC Braga
- Sporting Clube de Portugal
- Vila Verde

## Classement final de la phase régulière
| Rang | Équipe                     | Pts | J  | G  | N | P  | Bp  | Bc  | Diff |
| ---- | -------------------------- | --- | -- | -- | - | -- | --- | --- | ---- |
| 1    | SL Benfica                 | 68  | 26 | 22 | 2 | 2  | 121 | 52  | +69  |
| 2    | Sporting Clube de Portugal | 68  | 26 | 22 | 2 | 2  | 160 | 54  | +106 |
| 3    | SC Braga                   | 61  | 26 | 20 | 1 | 5  | 126 | 76  | +50  |
| 4    | Leões Porto Salvo          | 54  | 26 | 17 | 3 | 6  | 134 | 93  | +41  |
| 5    | AD Fundão                  | 40  | 26 | 12 | 4 | 10 | 80  | 69  | +11  |
| 6    | Rio Ave                    | 38  | 26 | 10 | 8 | 8  | 73  | 72  | +1   |
| 7    | Boavista                   | 35  | 26 | 11 | 2 | 13 | 76  | 95  | -19  |
| 8    | Belenenses                 | 30  | 26 | 9  | 3 | 14 | 73  | 112 | -39  |
| 9    | Módicus                    | 29  | 26 | 8  | 5 | 13 | 80  | 86  | -6   |
| 10   | Cascais                    | 26  | 26 | 7  | 5 | 14 | 79  | 97  | -18  |
| 11   | Póvoa Futsal               | 24  | 26 | 7  | 3 | 16 | 65  | 81  | -16  |
| 12   | SL Olivais                 | 21  | 26 | 5  | 6 | 15 | 66  | 93  | -27  |
| 13   | Académica Coimbra          | 15  | 26 | 4  | 3 | 19 | 59  | 140 | -81  |
| 14   | Vila Verde                 | 12  | 26 | 3  | 3 | 20 | 62  | 134 | -72  |

Classement actualisé le 8 mai 2014 après la 26e et dernière journée.
- Benfica termine premier de la phase régulière, à égalité de points avec le Sporting Clube de Portugal.

Le Sporting a eu la meilleure attaque (160 buts marqués), Benfica la meilleure défense (52 buts encaissés).
- Les 8 premiers sont qualifiés pour les quarts de finale du championnat (play-off).

## Quarts de finale
| Clubs      | Total | Clubs             | Match no 1 (10 et 11/05) | Match no 2 (17/05) | Match no 3 (si nécessaire) (18/05) |
| ---------- | ----- | ----------------- | ------------------------ | ------------------ | ---------------------------------- |
| AD Fundão  | (2-1) | Leões Porto Salvo | 6-2                      | 3-4                | 6-4                                |
| Boavista   | (0-2) | Sporting CP       | 1-6                      | 1-7                |                                    |
| Belenenses | (0-2) | SL Benfica        | 3-4                      | 0-10               |                                    |
| Rio Ave    | (1-2) | SC Braga          | 4-4 (3-2 t.a.b.)         | 1-7                | 1-2                                |

- La première équipe gagnant deux rencontres se qualifie pour les demi-finale, la différence de buts n'est pas prise en compte, un troisième match sera disputé pour départager les deux équipes quels que soient les scores des rencontres si chaque équipe a remporté un match.
- Le premier match est disputé sur le terrain de l'équipe la moins bien classée lors de la phase régulière du championnat.
- Le deuxième match, ainsi que l'éventuel troisième match décisif, est disputé sur le terrain de l'équipe la mieux classée durant la phase régulière du championnat.
- Les deux favoris du championnat, le Sporting CP et SL Benfica se sont logiquement qualifiés en deux matchs bien que Benfica ait éprouvé des difficultés lors du premier match.
- Les deux autres furent beaucoup plus accrochées puisqu'elles sont allées jusqu'au troisième match. Troisième du championnat, Braga a eu du mal à se défaire de Rio Ave, ne s'imposant que 2-1 lors du troisième match. L'autre rencontre a carrément fait déjouer les pronostics si l'on se base sur le classement de la phase régulière puisque l'AD Fundão (5e avec 40 points) a éliminé les Leões Porto Salvo (4e avec 54 points). Cependant, l'AD Fundão est sur une excellente dynamique après avoir remporté peu de temps avant la Coupe du Portugal de futsal en battant Benfica en finale et après avoir éliminé le Sporting auparavant dans son parcours victorieux.

## Demi-finales
| Clubs     | Total | Clubs       | Match no 1 (24 et 25/05) | Match no 2 (31/05) | Match no 3 (si nécessaire) (01/06) |
| --------- | ----- | ----------- | ------------------------ | ------------------ | ---------------------------------- |
| AD Fundão | (2-0) | SL Benfica  | 2-1                      | 3-1                |                                    |
| SC Braga  | (0-2) | Sporting CP | 4-4 (2-4 aux t.a.b.)     | 3-4                |                                    |

- La première équipe remportant deux rencontres se qualifie pour la finale, la différence de buts n'est pas prise en compte, un troisième match sera disputé pour départager les deux équipes quels que soient les scores des rencontres si chaque équipe a remporté un match.
- Le premier match est disputé sur le terrain de l'équipe la moins bien classée lors de la phase régulière du championnat.
- Le deuxième match, ainsi que l'éventuel troisième match décisif, est disputé sur le terrain de l'équipe la mieux classée durant la phase régulière du championnat.
- Le samedi 24 mai 2014, le champion national en titre, le Sporting CP a eu beaucoup de difficulté sur la pelouse du SC Braga, se retrouvant mené 3 buts à 1, mais les joueurs du Sporting parvinrent à arracher la prolongation et à mener dans celle-ci, sauf que les locaux eurent également un sursaut d'orgueil pour arracher la séance des tirs au but. Durant cette séance, le gardien de but du Sporting, João Benedito fut le héros en détournant deux tentatives adverses. Du côté du Sporting, Djô, Divanei, Deo et Alex transformèrent leurs tentatives avec sang froid.
- La surprise a finalement eu lieu le lendemain, le dimanche 25 mai 2014, avec la victoire de l'AD Fundão contre le SL Benfica (qui est présent en finale sans interruption depuis la saison 2001-2002). Déjà victorieux de Benfica en finale de la Coupe du Portugal, l'AD Fundão a récidivé grâce à des buts de Davide (8e) et Liléu (31e) contre une réduction du score de Bruno Coelho (10e) pour le SLB.
- Le samedi 31 mai 2014, la logique aurait voulu que SL Benfica remette les compteurs à égalité devant son public, mais l'AD Fundão a de nouveau créé la surprise, pour ne pas dire la sensation, en allant s'imposer 3 buts à 1 à Lisbonne.
- De son côté, le tenant du titre, le Sporting CP n'est pas tombé dans le piège de Braga en s'imposant 4 buts à 3 en ayant été devant au score tout au long de la rencontre.

## Finale
| Clubs       | Total | Clubs     | Match no 1 (07/06) | Match no 2 (08/06) | Match no 3 (14/06)   | Match no 4 (15/06) |
| ----------- | ----- | --------- | ------------------ | ------------------ | -------------------- | ------------------ |
| Sporting CP | (3-1) | AD Fundão | 3-0                | 4-2                | 2-2 (1-4 aux t.a.b.) | 4-3 (a.p.)         |

Règles
- Le premier qui remporte 3 matchs est sacré Champion National, la finale peut donc potentiellement comporter jusqu'à 5 rencontres.
- Les deux premiers matchs ont lieu sur le terrain du mieux classé lors de la phase régulière, en l'occurrence le Sporting
- Le troisième match (et un éventuel quatrième) aura lieu sur le terrain du moins bien classé lors de la phase régulière (AD Fundão)
- Un éventuel cinquième match aurait lieu sur le terrain du mieux classé lors de la phase régulière (Sporting)

### Finale (matchno1) Sporting 3-0 AD Fundão
- 1-0 Paulinho
- 2-0 Caio Japa
- 3-0 Alex

Tenant du titre et vainqueur de trois des quatre derniers championnats, le Sporting Clube de Portugal a fait parler son expérience dans la première manche de la finale 2013-2014 contre l'AD Fundão, tombeur surprenant de Benfica en demi-finale, et qui est novice à ce stade de la compétition. L'international portugais, Paulinho, ouvrait le score d'une superbe frappe après s'être rapidement retourné dos au but. Les "lions" amplifiaient leur avantage grâce à une boulette monumentale d'André Sousa, le gardien de Fundão, consécutive à une frappe de Caio Japa. L'AD Fundão a fait de son mieux pour tenter de revenir dans le match, mais c'est bien le Sporting qui domina les débats, envoyant notamment 4 ballons sur les montants adverses. En fin de match, Alex matérialisait cette suprématie par une nouvelle réalisation scellant définitivement le sort du match.

### Finale (matchno2) Sporting 4-2 AD Fundão
- 1-0 Alex
- 2-0 Paulinho
- 3-0 João Matos
- 3-1 Davide
- 4-1 João Matos
- 4-2 Noé Pardo

Comme lors du premier match, le Sporting a fait la différence dès la première mi-temps et revenait aux vestiaires avec exactement le même avantage de 2 buts à 0 et deux buts marqués par deux joueurs ayant déjà marqué la veille (Alex et Paulinho). Les hommes de Nuno Dias enfonçaient le clou par un but de João Matos, avant que Fundão marque enfin son premier but dans cette confrontation par Davide à la suite d'un cafouillage dans la surface. Fundão tentait de forcer la décision avec la tactique du gardien de but, mais sans succès, et ils manquaient même de se faire punir par une frappe du gardien de but du Sporting, João Benedito qui terminait sur la barre transversale. Sur une action construite, avec le gardien de Fundão dans les buts, le Sporting inscrivait son 4e but grâce à un travail exceptionnel de Paulinho qui éliminait joliment un adversaire, fixait le gardien de but adverse et servait João Matos qui n'avait plus qu'à viser les filets adverses. Noé Pardo réduisait le score pour l'honneur dans les derniers instants du match.

### Finale (matchno3) AD Fundão 2-2 (4-1 aux tirs au but) Sporting
- 1-0 Anilton
- 1-1 Paulinho
- 2-1 Noé Pardo
- 2-2 Pedro Cary

Après avoir perdu les deux premiers matchs sur le terrain du Sporting, l'AD Fundão n'avait plus le droit à l'erreur et se devait de remporter trois matchs consécutivement pour espérer être champion, à commencer par le premier de ses matchs à domicile (un deuxième allait être joué en cas de victoire) samedi 14 juin 2014. Le score restait longtemps bloqué à 0-0 en première mi-temps dans un match crispant, mais Anilton délivrait ses supporters en ouvrant le score. Bousculés par l'ouverture du score de Fundão, le Sporting réagissait en égalisant dans les derniers instants de la première mi-temps par une superbe frappe de Paulinho, déjà buteur lors des deux premiers matchs de cette finale. En deuxième mi-temps, Noé Pardo redonnait l'avantage aux locaux. Arrivé dans les dernières minutes, le Sporting utilisait la tactique du gardien de but avancé, qui revient depuis plusieurs saisons traditionnellement à Alex, et cette tactique, que le Sporting sait employer à merveille et qui lui porte souvent chance, allait fonctionner une fois de plus puisque Pedro Cary égalisait à un peu plus d'une minute de la fin. Aucun but ne sera marqué durant les deux périodes de la prolongation malgré quelques prises de risque de Fundão qui tenta de forcer la décision avec, également à son tour, la tactique du gardien de but avancé. Aux tirs au but, Deo et Alex manquaient leurs tentatives côté Sporting, tandis que Fundão convertissait ses quatre tentatives. Le Sporting, qui avait l'occasion d'être sacré champion national en cas de victoire, était bon pour retenter sa chance le lendemain sur le même terrain.

### Finale (matchno4) AD Fundão 3-4 (a.p.) Sporting
- 0-1 Caio Japa (5e)
- 0-2 Alex (16e)
- 1-2 Davide (16e)
- 2-2 Noé Pardo (39e)
- 2-3 Caio Japa (41e)
- 2-4 Alex (46e)
- 3-4 Mário Freitas (50e)

Contrairement au match de la veille, le Sporting se montrait plus déterminé en première mi-temps et parvenait à prendre un avantage de deux buts, grâce notamment à une frappe monstrueuse de Caio Japa. Néanmoins, l'AD Fundão réduisait le score peu de temps après le deuxième but encaissé, le score à la mi-temps étant de 1-2 en faveur du Sporting. En deuxième mi-temps, le Sporting disposait d'un grand nombre d'opportunités de prendre le large mais manquait de réalisme, Fundão punissait ce manque de réalisme des hommes de Nuno Dias en égalisant à seulement une minute de la fin du match pour la plus grande joie de ses supporters. Dans les dernières secondes, Alex aurait pu offrir le titre au Sporting mais sa frappe terminait sur le poteau. Comme la veille, les deux équipes disputèrent les prolongations, qui allaient cette fois au Sporting avant même d'aller aux tirs au but comme la veille. Étrangement, ce furent les mêmes buteurs qu'en première mi-temps qui délivraient le Sporting : Caio Japa d'une frappe de près, puis Alex d'une frappe dans les buts vides après une perte de balle de Fundão qui évoluait alors avec la tactique du gardien de but avancé. Mário Freitas réduisait le score pour l'honneur à la dernière seconde des prolongations, au buzzer.